# صرارة سوداء الصدر
صرارة سوداء الصدر (الاسم العلمي: Circaetus pectoralis) (بالإنجليزية: Black-chested Snake-eagle)‏ هي نوع من الطيور تتبع جنس الصرارة من الفصيلة البازية.